# Dasyhelea hihifoi
Dasyhelea hihifoi är en tvåvingeart som beskrevs av Clastrier och Delecolle 1996. Dasyhelea hihifoi ingår i släktet Dasyhelea och familjen svidknott. Inga underarter finns listade i Catalogue of Life.